# Jloponin
Jloponin (del ruso: Хлопонин) es un jútor del raión de Otrádnaya del krai de Krasnodar, en Rusia. Está situado en un área premontañosa y boscosa de las vertientes septentrionales del Cáucaso Norte, en la orilla izquierda del río Urup, 13 km al sur de Otrádnaya y 222 km al sureste de Krasnodar, la capital del krai. Tenía 124 habitantes en 2010.
Pertenece al municipio Malotenguínskoye.